# تشارلز هيل
تشارلز هيل (بالإنجليزية: Charles Hill)‏ هو لاعب كرة قدم أمريكية أمريكي، ولد في 1 نوفمبر 1980 في Palmer Park, Maryland ‏ في الولايات المتحدة.

## وصلات خارجية
- تشارلز هيل على موقع مرجع كرة القدم المحترفة.كوم (الإنجليزية)